# Radioåret 1998

## Händelser

### Januari
- 2 januari – En pistolbeväpnad man skjuter Antario Teodoro Filho, brasiliansk politiker och radiopresentatör, under en radiosändning.[1]

### December
- 15 december – I Sverige byter reklamradiostationerna Hit FM i Kalmar och Karlskrona namn till Radio Match.

## Radioprogram

### Sveriges Radio
- Mitten av året - Premiär för Pippirull. Programmet sänds i Sveriges Radio P3.
- 1 december - Årets julkalender är Familjen Anderssons sjuka jul.[2]

### Fotnoter
1. ↑  snopes.com: Died onstage
2. ↑  ”1998, Familjen Anderssons sjuka jul”. Sveriges Radio. http://sverigesradio.se/barn/julkalendrar/1998.stm. Läst 31 augusti 2015.